# Charaxes isabellae
Charaxes isabellae är en fjärilsart som beskrevs av Minig 1978. Charaxes isabellae ingår i släktet Charaxes och familjen praktfjärilar. Inga underarter finns listade i Catalogue of Life.